# Iglesia de Santi Andrea e Claudio dei Borgognoni
La iglesia de Santi Andrea e Claudio dei Borgognoni es un lugar de culto católico en Roma, ubicado en el distrito de Trevi en Piazza San Claudio, adyacente a Piazza San Silvestro.

## Historia
Está vinculada a los borgoñones que, hacia el final de la Guerra de los Treinta Años, alrededor de doce mil emigraron a Roma, uniéndose a una comunidad de comerciantes y banqueros que se habían asentado en la ciudad en torno a la actual Via del Corso hace más de cien años. antes. En 1652, los borgoñones forman una hermandad comprando un oratorio en la zona que habitan cerca de lo que hoy es la Piazza San Silvestro. En 1662 se abrió un hospicio para peregrinos junto a la iglesia. El Papa Inocencio XI proclamó el oratorio la iglesia nacional de los borgoñones.
En 1726 se demolió la antigua iglesia del siglo XVII y en junio de 1728 se iniciaron las obras de una nueva iglesia, inicialmente confiado a Sebastiano Cipriani y luego completada por Antoine Dérizet. Fue consagrada en 1731 y dedicado a los dos santos Claudio, mártir del siglo III, y Andrés apóstol. Desde 1886 la iglesia es oficiada por los padres sacramentales, quienes allí celebran la "adoración solemne" de la Eucaristía.
Es una de las 5 iglesias católicas de habla francesa en Roma, junto con Trinità dei Monti, San Luigi dei Francesi, San Nicola dei Lorenesi y Sant'Ivo dei Bretoni.

## Descripción

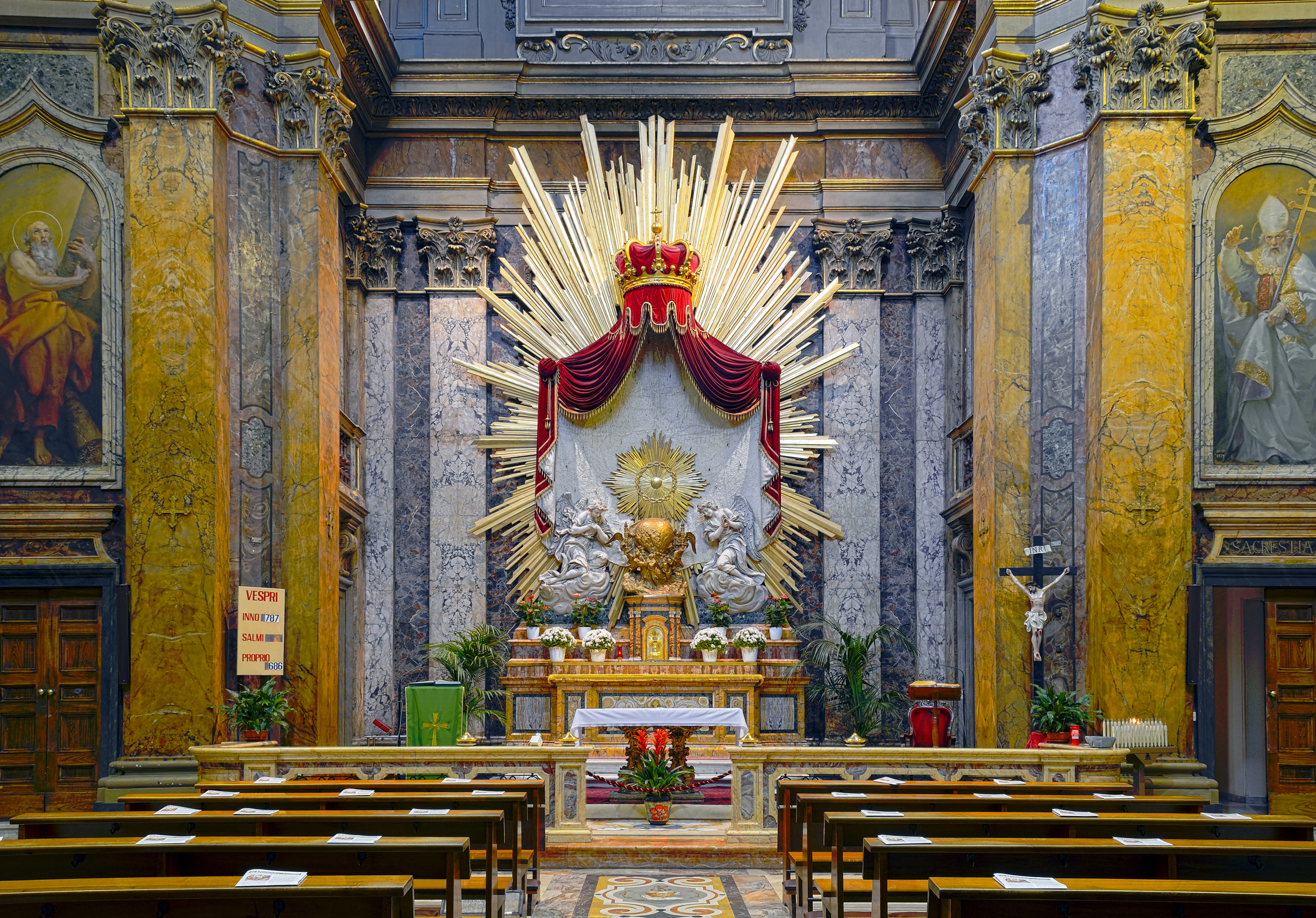
El interior

La fachada alberga las estatuas de los dos santos patronos de la iglesia, Sant'Andrea de Luca Bréton y San Claudio de Guglielmo Antonio Grandjacquet, ambos de 1771.
El interior tiene forma de cruz griega, con cúpula semiesférica; en las enjutas se representan los estucos de los Cuatro Evangelistas ; mientras que en los cuatro arcos sobre los que descansa la cúpula hay estucos de Ángeles, alegorías de la Pasión, la Esperanza y la Fe.
En el altar mayor, una escultura de bronce que representa el globo terrestre actúa como trono para la exhibición eucarística dentro de un sol dorado; sobre el resplandor solar, un fresco de Antonio Bicchierai que representa la Bendición Eterna. En el coro de su izquierda está el órgano de tubos, obra de Carlo Vegezzi-Bossi (1910).
En la capilla lateral izquierda se encuentra la urna de mármol policromado, obra de Corrado Mezzana, con los restos de Pierre-Julien Eymard, fundador de los padres sacramentinos. Sobre el altar hay un lienzo de Plácido Costanzi que representa una Visión de San Carlo Borromeo en la que aparece un santo vestido de blanco (1731). En los costados de la capilla hay pinturas modernas de 1939.
En la capilla lateral derecha, dedicada a San José, hay obras modernas de Cleto Luzzi (1949), con Sueño de San José y Huida a Egipto, mientras que un San José entre dos ángeles de Guido Francisci domina el altar.